# Ясамальское кладбище
Ясамальское кладбище (азерб. Yasamal qəbiristanlığı), известное также как кладбище «Волчьи ворота» (азерб. Qurd Qapısı qəbiristanlığı) — многоконфессиональное общегородское кладбище, расположенное в Ясамальском районе города Баку. 
Кладбище является самым старинным из существующих и самым крупным по площади кладбищем города Баку и состоит при Тресте гражданских услуг населению Баку.
Ясамальское кладбище было основано в 1940 году и состоит из трёх участков: мусульманского, иудейского и христианского.

## Известные погребённые
- Али-Ага Шихлинский (1863—1943) — генерал от артиллерии.
- Джахангир Багиров (1919—1943) — военный лётчик.
- Иван Карягин (1894—1966) — ботаник, флорист и биогеограф.
- Вагиф Мустафа-заде[3] (1940—1979) — джазовый композитор и пианист.
- Алиага Агаев (1913—1983) — актёр театра и кино.
- Рубаба Мурадова[3] (1933—1983) — оперная певица.
- Самандар Рзаев[3] (1945—1986) — актёр театра и кино.
- Джейхун Мирзоев (1946—1993) — киноактёр и режиссёр.
- Октай Агаев[4] (1934—2006) — эстрадный певец.
- Гюльшан Гурбанова[3] (1950—2006) — актриса театра и кино.
- Рамиш (1944—2021) — азербайджанский гитарист.
- Мир Джафар Багиров (1895—1956) — партийный и государственный деятель. Останки перезахоронены в 2015 году[5].
- Муратов Ильдар Хадживалетович (1946 - 2008) - профессор Азербайджанского государственного университета нефти и промышленности (азерб. Azərbaycan Dövlət Neft və Sənaye Universiteti).

Надгробные памятники
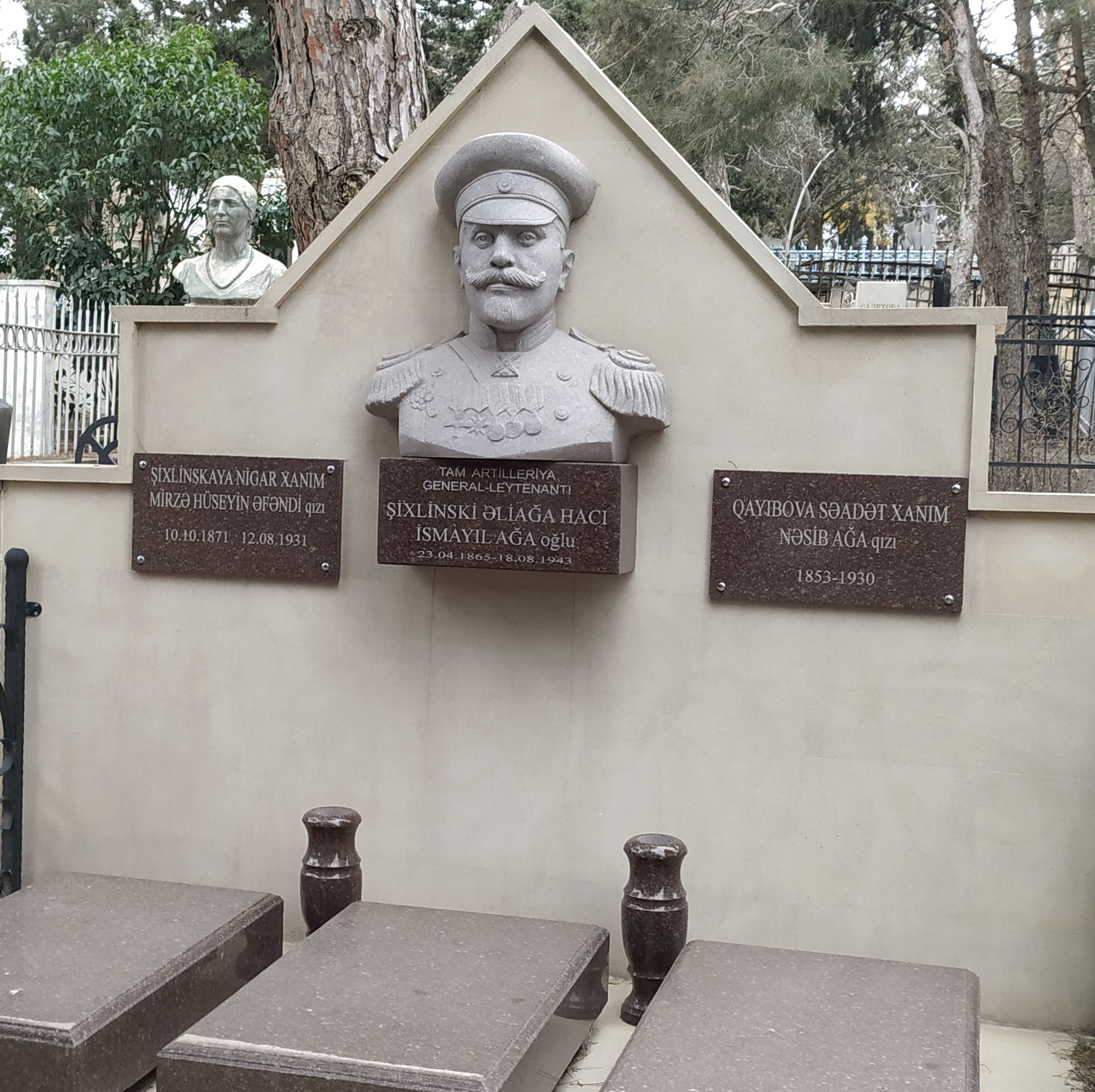
Али-Ага Шихлинскому
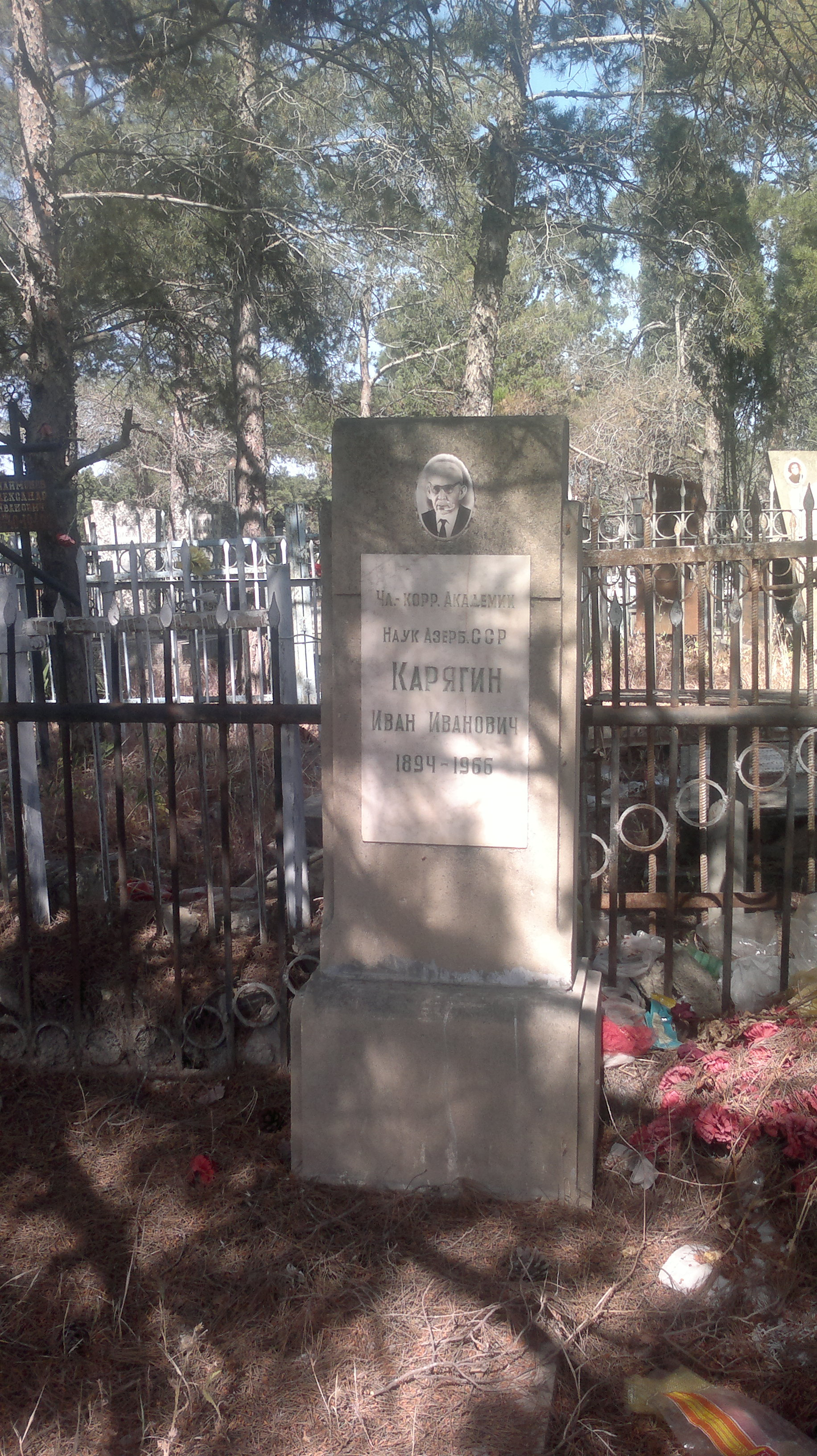
Ивану Карягину
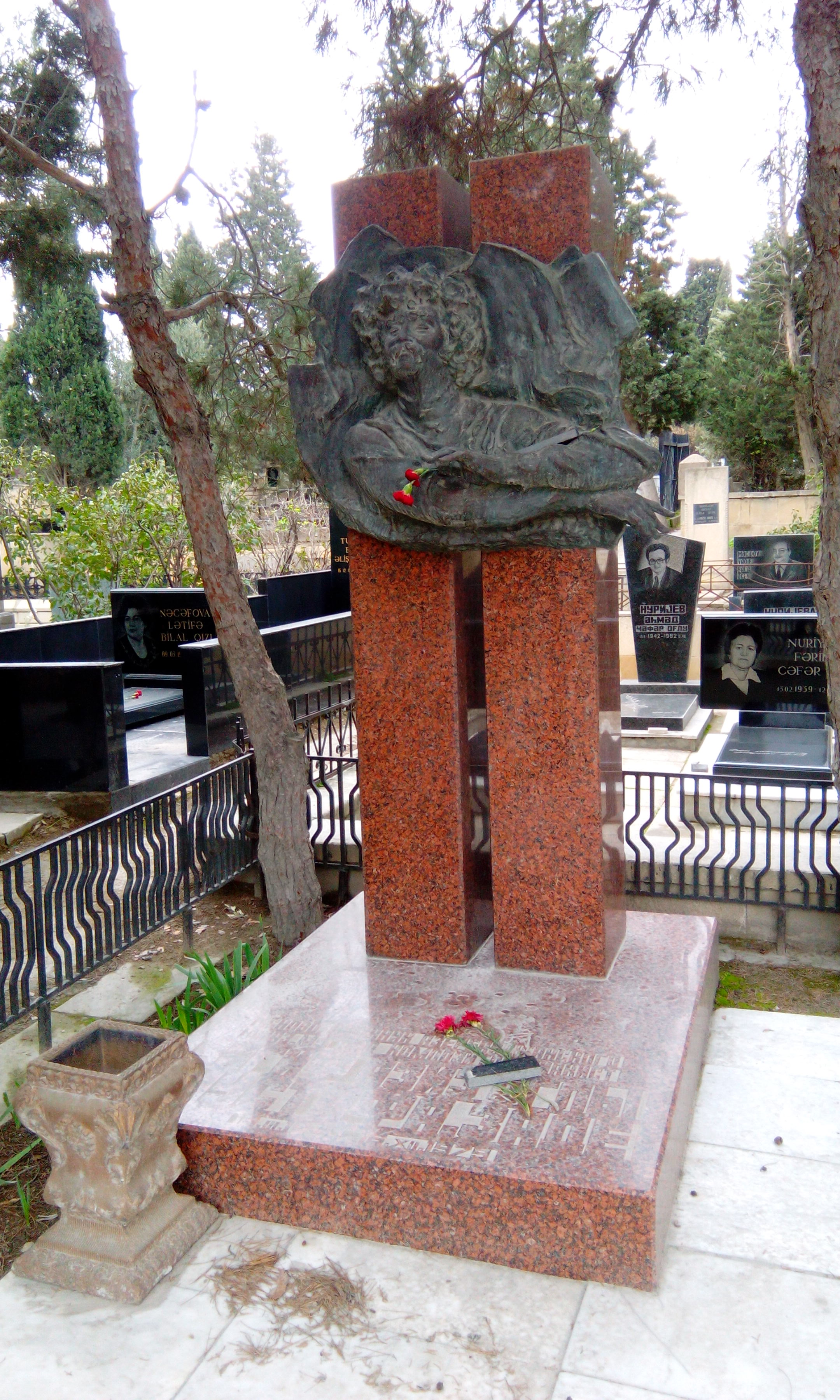
Вагифу Мустафа-заде